# Крістен Бікнелл
Крістен Бікнелл (англ. Kristen Bicknell; нар. 29 грудня 1986, Сент-Катаріна, Онтаріо, Канада) — канадський професійний гравець у покер.

## Раннє життя
Крістен Бікнелл народилася в Сент-Катаріні, Онтаріо. З ранніх років слідкувала за грою професійного гравця в покер Дженніфер Харман і регулярно спостерігала за нею на Poker After Dark.

## Покерна кар'єра
Бікнелл почала грати в покер в інтернеті 2006 року, на першому курсі коледжу, під псевдонімами krissyb24 (PokerStars) та krissy24 (Full Tilt Poker).
Вона потрапила до списку Supernova Elite на PokerStars 2011, 2012 та 2013 року. Вона зосередила свої ігри на ставках розміром до 4$. Сама Крістен називає себе «Ultimate Grinder».
2013 року Бікнелл виборола свій перший браслет, вигравши титул чемпіонки в безлімітному турнірі з холдему за $ 1,000 і 173 922 долара призових.
2016 року Бікнелл виграла 1500$ в No-Limit hold'em, а загалом заробила $290,768. Того ж року вона підписала з Partypoker.
2017 року Бікнелл перемогла на турнірі, маючи загальний бал 2.627,75. Вона обійшла Марію Лампропулос та Марію Хо. Найбільший виграш Бікнелл 2017 року вона отримала в грудні на WPT Five Diamond Series у Белладжіо.
У січні 2018 року Бікнелл з'явилася на Poker After Dark для жінок. Вона продовжила змагання в Австралії та Уругваї, вигравши APPT National High Roller у Макао у березні, вигравши 279,549$. У фіналі вона перемогла Девіда Пітерса.
Станом на 2019 рік, її загальний виграш перевищував $ 4,7 млн.
2020 року Кістен стала четвертою жінкою, кому вдалося виграти три золоті браслети Світової серії покеру, приєднавшись до таких триразових чемпіонок, як Барбара Енрайт, Ванесса Селбст і Нані Долісон. В турнірі вона обійшла Іллю Анацького, що посів третє місце, та Беламіно Де Соузу, що посів друге.

## Світова серія покеру
| Рік    | Подія                                       | Призи    |
| ------ | ------------------------------------------- | -------- |
| 2013   | $1,000 Ladies No Limit Hold'em Championship | 173.922$ |
| 2016   | $1,500 Bounty No Limit Hold'em              | 290.768$ |
| 2020 О | $2,500 No Limit Hold'em 6-Handed            | 356.411$ |